# Niels Erik Søndergaard
Niels Erik Søndergaard (født 30. januar 1964) er sportslig koordinator i Esbjerg forenede boldklubber. Han har tidligere besiddet roller som Sportsdirektør, Ungdomselitechef og direktør i EfB  og har ligeledes været spiller og anfører i klubben.
Han spillede en enkelt sæson i Ikast fs, inden de sammensluttede sig med Herning Fremad og blev til FC Midtjylland. Han har spillet 24 U-landsholdskampe, heraf 7 på U21-landsholdet. Han blev i 1998 den første fuldtidsansatte I EfB nogensinde, da han blev ansat som direktør i klubben. Efter at ishockey blev en idrætsgren under klubben, tiltrådte han den 1. december 2005 stillingen som sportsdirektør for fodboldafdelingen, efter at have været direktør i klubben siden 1998. Han forlod i sommeren 2020 EfB efter 40 år i klubben, til fordel for en rolle som talent- og Sportschef for AC Horsens.
Niels Erik Søndergård spillede næsten hele sin aktive karriere i EfB, hvor han var anfører og bl.a. var med i pokalfinalen i 1985 som Esbjerg fB tabte med 2-3 til Lyngby Boldklub, bortset fra en enkelt sæson hvor han spillede for Ikast fs. Han nåede 357 kampe med 19 mål til følge i EfB trøjen, som gør ham til den spiller med 10. flest kampe i klubbens historie. Han var en alsidig spiller, som gjorde sig mest på den defensive midtbane eller som venstre fløj.